# Thomas F. Conway
Thomas Franklin Conway (* 1859; † 9. November 1945 in Plattsburgh, Clinton County, New York) war ein US-amerikanischer Rechtsanwalt und Politiker (Demokratische Partei).

## Werdegang
Thomas Franklin Conway studierte Jura und bekam 1885 seine Zulassung als Anwalt. Dann zog er 1890 nach Plattsburgh (New York). Er nahm als Delegierter an den Democratic National Conventions von 1896, 1904, 1912, 1916, 1920, 1924, 1928, 1932, 1936, 1940 und 1944 teil. In den Jahren 1898 und 1900 kandidierte er um das Amt des New York State Attorney General, wurde allerdings beide Male von dem Republikaner John C. Davies geschlagen. Conway war zwischen 1911 und 1912 Vizegouverneur von New York. Dann verlor er 1916 die demokratischen Vorwahlen für den US-Senat gegenüber William F. McCombs.
Er war der Sohn von John Conway und Mary (Collins) Conway.
Thomas F. Conway ist auf dem Immaculate Conception Cemetery in Keeseville, Essex County, New York, bestattet.